# Bernau bei Berlin
Bernau bei Berlin (hr. „Bernau kod Berlina”) je grad u njemačkoj saveznoj pokrajini Brandenburg, koji se nalazi tek 10 km sjeveroistočno od Berlina.
Kompleks poznat kao ADGB škola trgovačke unije u Bernau, djelo arhitekta Hannesa Meyera iz 1930., nalazi se na popisu UNESCO-ove svjetske baštine od 2017. godine kao jedno od mjesta Bauhausa.

## Zemljopisne i demografske odlike
Bernau bei Berlin je jedno od 24 općinska središta okruga Barnim. Nalazi se na nadmorskoj visini od 68 metara. Površina općine iznosi 103,7 km². U samom gradu je, prema procjeni iz 2015. godine, živjelo 37.169 stanovnika. Prosječna gustoća stanovništva iznosi 360 stanovnika/km².

## Prijateljski gradovi
- Skvježina,  Poljska  partnerstvo od 2004.

## Vanjske poveznice
- Službena stranica (njem.) (engl.)
- Stalna konferencija gradova i općina (njem.)
- KommOn - Informacijski sustav gradova, općina i okruga (njem.)

### Ostali projekti
|  | Zajednički poslužitelj ima još gradiva o temi Bernau bei Berlin |